# 上恩卡姆州

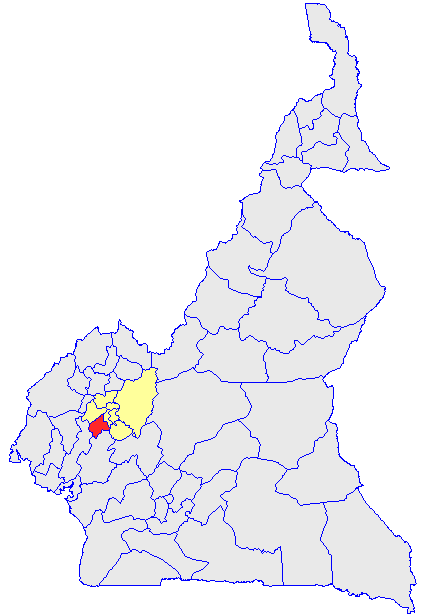

上恩卡姆州（法語：Haut-Nkam）是喀麥隆的58個州份之一，位於該國西部，由西部區負責管轄，北面是梅努阿州，面積958平方公里，2001年人口203,251，人口密度每平方公里212.2人。